# 2012年9月臺灣
| << | 2012年9月 （民國101年） | >> |    |    |    |    |
| \| 日 \| 一 \| 二 \| 三 \| 四 \| 五 \| 六 \| \| \| \| \| \| \| \| 1 \| \| 2 \| 3 \| 4 \| 5 \| 6 \| 7 \| 8 \| \| 9 \| 10 \| 11 \| 12 \| 13 \| 14 \| 15 \| \| 16 \| 17 \| 18 \| 19 \| 20 \| 21 \| 22 \| \| 23 \| 24 \| 25 \| 26 \| 27 \| 28 \| 29 \| \| 30 \| \| \| \| \| \| \| |                         |    |    |    |    |    |
| 臺灣新聞動態／維基新聞 |                         |    |    |    |    |    |
| 世界／中国大陆／臺灣 |                         |    |    |    |    |    |
| 日 | 一                      | 二 | 三 | 四 | 五 | 六 |
| |                         |    |    |    |    | 1  |
| 2 | 3                       | 4  | 5  | 6  | 7  | 8  |
| 9 | 10                      | 11 | 12 | 13 | 14 | 15 |
| 16 | 17                      | 18 | 19 | 20 | 21 | 22 |
| 23 | 24                      | 25 | 26 | 27 | 28 | 29 |
| 30 |                         |    |    |    |    |    |

## 9月1日
- 8月30日失聯的大鵬航空BN-2型、編號B-68801空照機經多次誤判墜毀地點後，於花蓮縣玉里鎮西方約30公里處被發現。央廣、中央社
- 臺灣新聞記者協會籌備發起「你好大、我不怕，反媒體壟斷大遊行」九一遊行，自臺北市中國時報大樓（萬華區艋舺大道）遊行至國家通訊傳播委員會（中正區仁愛路）。（參見旺旺中時併購中嘉案、旺中案走路工事件。）聯合報[]

## 9月2日
- 搜救人員抵達大鵬航空BN-2型、B-68801空照機失事地點，於機內發現正、副駕駛與空照員遺體，上午11時16分由空軍空中救護隊直昇機運至花蓮，後續事宜由民航局統籌處理。中央社1、中央社2

## 9月3日
- 《天下雜誌》今天公布「2012幸福城市調查：縣市長滿意度」結果出爐，冠、亞軍由2010年上任的臺南市市長賴清德、宜蘭縣縣長林聰賢拿下，前5名中，僅第3名是國民黨籍的苗栗縣縣長劉政鴻，其他4名都是民進黨執政的縣市，而從第10到第22名的最後13個名次，更全是國民黨執政的縣市長。華視新聞、NOWnew（页面存档备份，存于）
- 監察院通過前行政院農業委員會主任委員蘇嘉全違法興建農舍彈劾案，中央社1、中央社2 蘇嘉全表示遺憾。自由時報

## 9月4日
- 立法院外交及國防委員會召集委員林郁方、中國國民黨籍立法委員陳鎮湘及民主進步黨籍立委陳亭妃，在國防部次長廖榮鑫中將及行政院海岸巡防署副署長王崇儀等人陪同下，上午10時30分搭機抵達太平島，視察島上駐防海巡人員實施年度實彈射擊操演及全島防護射擊演練。中央社1[永久]、中央社2（页面存档备份，存于）
- 臺北地檢署偵辦建國百年國慶晚會音樂劇《夢想家》涉嫌圖利他人案，以查無實證簽結，文化部表示將針對相關人員的行政疏失展開檢討和調查。中央社1、中央社2
- 壹傳媒在香港證券交易所發佈公告，指出已獲獨立第三方接洽，對方有意購買台灣蘋果日報、《壹週刊》和《爽報》等印刷媒體部分，正在初步磋商，但未包含壹電視。中央社、中時電子報

## 9月5日
- 主計處統計，蘇拉、天秤颱風8月先後襲臺，帶動蔬果價格上漲，加上油價一度漲至歷史新高，2012年8月消費者物價指數（CPI）年增率高達3.42%，創近四年來新高，飆破2%物價警戒線。2012年前8月物價上漲率平均則為1.84%。聯合報[]、中國時報
- 世界經濟論壇（WEF）今天公布年度全球競爭力報告，台灣排名連續3年居第13。WEF分析，台灣競爭力強勁，但需鞏固財政，尤其要注意預算赤字。中央社（页面存档备份，存于）、新頭殼（页面存档备份，存于）
- 根據最新一期亞洲政經風險報告指出，臺灣第2季GDP成長率為-0.18%，在亞洲12個主要國家或地區中首次墊底，且是唯一負成長的，創下近年罕見經濟表現最糟糕紀錄。ETtoday（页面存档备份，存于）、大紀元（页面存档备份，存于）
- 成功大學台文所副教授蔣為文控告作家黃春明2011年5月在台灣文學館演講，面對蔣氏抗議時公然侮辱，初審判黃春明罰金一萬元、緩刑兩年，檢察官上訴認為黃春明是正當防衛；二審認定有罪，但黃春明是重要文學作家且侮辱情節輕微，判決免刑定讞。聯合報[]、中央社

## 9月6日
- 行政院人事行政總處表示，軍公教員工2011年已調薪3%，但一年多來平均物價指數只累計增加約1%，如再調薪，可能衝擊民間企業人事成本，並且增加政府財務缺口，因此行政院已核定2013年（民國102年）度不調薪。中央社、聯合報[]

## 9月7日
- 中華民國總統馬英九，搭乘空軍S-70C直昇機，海、空軍戒護，下午1時30分降落彭佳嶼，除慰勞護漁有功人員，並與海巡署東沙、南沙指揮部視訊連線，宣示中華民國對東海、南海領土及領海的主權。中央社1、中央社2 同時發表東海和平倡議推動綱領，主張先由「三組雙邊」對話開始，逐步走向「一組三邊」共同協商。中央社1、中央社2 對日本政府將於9月11日購入釣魚台列島土地，表示不予承認。中央社
- 印尼雅加達舉辦的「第一屆亞太青年科學家會議」，台灣學子代表團，拿下2金1銀、5項特別獎，在12國中排名第1。中央社
- 監察院召開審查會，通過彈劾涉索賄之前高雄地檢署檢察官井天博，並移請司法院公務員懲戒委員會審議。中央社

## 9月8日
- 今日宜蘭縣礁溪鄉鄉長補選結果，由民進黨籍林錫忠當選。中時電子報、中央社

## 9月9日
- 行政院內政部表示，桃園縣申請升格直轄市案，內政部目前正彙整各部會意見，最快今年底報行政院，依法於6個月內審查核定。中央社

## 9月10日
- 代表總統馬英九出席亞太經合會（APEC）的領袖代表前副總統連戰，在年會中9月9日與美國國務卿希拉蕊舉行雙邊會談，確定就臺美貿易暨投資架構協定（TIFA）復談展開預備工作。美方並允諾將派遣駐APEC資深官員、國務院東亞局經濟政策協調官亞圖·克夏（Atul Keshap） 來台，就擴大臺美經濟關係展開諮商。本日上午連戰離俄返臺之後，美國在台協會（AIT）與我外交部同步證實此一消息。中央社 馬總統除肯定連戰貢獻，並感謝美方支持以具體行動深化臺美經貿關係，希望未來美方能支持我國積極參與諸如跨太平洋經濟伙伴協定（TPP）等區域經濟整合。中國時報、中央社

## 9月11日
- 中央氣象局今上午8時表示，位於菲律賓東方一熱帶性低氣壓強化為輕度颱風，編號為第16號的三巴，其行進方向朝北北西方，將對台灣有威脅。中央社（页面存档备份，存于）
- 外交部長楊進添今回應，由於日本非法且執意將釣魚台國有化，已侵害了中華民國主權，中華民國已向日方強烈地抗議併予以嚴厲譴責，要求日方撤回決定。中央社（页面存档备份，存于） 並電召駐日代表沈斯淳返國，就釣魚台所引起的問題，向政府提出詳細報告。聯合晚報[]
- 教育部今表示，101年度（2012年）「5歲幼兒免學費教育計畫」已開放申請，將至10月15日截止。此補助案沒有家戶所得限制，只要是95年9月2日至96年9月1日間出生，目前就讀公立園所或私立合作園所的學童就能申請。中央社、全國教保資訊網
- 交通部民用航空局今表示，「國際機票交易重要須知範本」已重新修正，預計10月1日起實施，新增免費託運行李額度。中央社

## 9月12日
- 中央氣象局今表示，輕颱三巴持續朝北北西前進，預測路徑將偏向琉球，對台灣的威脅降低。中央社（页面存档备份，存于）
- 資深藝人陶大偉今因肺癌病逝台大醫院，享壽70歲。中央社-1（页面存档备份，存于）中央社-2中時報
- 美國在台協會前理事主席卜睿哲在台表示，針對釣魚台之主權爭議，馬英九總統提出的「三組雙邊對談」，是個不錯的構想，但北京可能難以接受；因為北京不願在國際場合上，讓台北成為對等談判一方，「北京希望台北是在檯面下（under the table），而非在檯面上（on the table）。台灣前總統李登輝在與媒體茶敘時，雖未再說「釣魚台是日本的」，但指日本購買釣魚台的行為，「跟我們沒有關係」，就像「別人的兒子要娶什麼老婆，我管不了」。聯合報-1聯合報-2
- 台北榮總與陽明大學今表示，已發現「第22型小腦萎縮症」致病基因，且與美國、日本、法國實驗室合作，其成果已登上國際期刑。中央社

## 9月13日
- 中央氣象局表示，今凌晨2時，輕颱三巴增強為中度颱風，在菲律賓東方海面，往琉球方向進行。中央廣播中央社（页面存档备份，存于）
- 釣魚台主權爭議大，南方澳文史工作者賴榮興4月訪談老漁民，發現民國40到60年(西元1951年到1971年)間，南方澳漁民進出釣魚台像在「走灶腳（進出廚房）」，常到島上抓鳥撿鳥蛋；日本政府現在要「買」釣魚台，導致老漁民們集齊憤慨。海巡署今安排500噸級「連江艦」和600噸級的「花蓮艦」，赴釣魚台海域操演「護漁勤務交接」，並開放媒體乘坐2,000噸級「和星艦」隨行採訪。宜蘭蘇澳區漁會今表示，釣魚台附近海域蘊藏豐富漁業資源，若漁民前往作業，年產值可增加新台幣10億元以上。外交部次長董國猷今在立法院說，釣魚台列嶼主權屬於中華民國，日本政府要解決問題，必須釋出善意。聯合報中央廣播中央社-1中央社-2
- 外交部發言人夏季昌今表示，中華民國不承認菲律賓總統艾奎諾3世於9月5日簽署行政命令，擅將南海命名為「西菲律賓海」的片面作為，並重申對南海主權立場。中央社

## 9月17日
- 行政院長陳冲考量經濟環境、民生狀況，今宣布暫緩第2波電價調漲計畫，等到2013年10月1日再處理，希望台電能夠利用這段期間，好好建立合理化的電價制度以及浮動電價機制。聯合新聞網[]中央社（页面存档备份，存于）

## 9月20日
- 環保團體上訴行政法院，要求停止台東美麗灣渡假村開發案，經五年審理，最高行政法院宣判，美麗灣渡假村在未經環評前，就興建了旅館等開發行為，違法事證明確，判環團勝訴，台東縣政府應命令美麗灣渡假村公司停止開發行為，並支付環團律師費六萬元，全案定讞。這是台灣第一件公民訴訟勝訴案，環保團體要求台東縣政府依法要求美麗灣渡假村停止開發，拆除已興建部份，重審開發案。美麗灣渡假村表示已於2010年放棄這一公頃建照，重新申請其餘六公頃建照。台東縣政府秘書長陳金虎亦表示，「一公頃的問題已不存在」，縣府將依原定計劃，重啟環評，讓美麗灣繼續開發。自由時報

## 9月25日
- 台灣約60艘保釣漁船在海巡署船艦保護下，於清晨五點進入釣魚台海域，並與日本保安廳船艦對峙，兩方並互相灑水警告對方。在8點48分，台灣漁船挺進距釣魚台3浬處，完成宣示主權、維護漁權行動後，於9點40分返回蘇澳。中時電子報

## 9月26日
- 8月時，基本工資審議委員會決定基本工資調漲方案。9月25日，行政院院會進行審議，決定時薪部份調漲，但月薪部份凍結調漲。院會決議送交行政院長陳冲，陳冲於26日做出決定，時薪按照勞委會建議調漲，月薪調漲部份確定凍結，將等到連續兩季GDP成長超過3%，或是連續兩個月失業率低於4%再施行。這是20年來，行政院首次推翻基本工資審議委員會決議，勞委會主委王如玄已提出辭呈。蘋果日報（页面存档备份，存于）中央社（页面存档备份，存于）